# Emily Young (sculptrice)
Pour les articles homonymes, voir Young et Emily Young.
 Emily Young  est une sculptrice anglaise née en 1951 à Londres.

## Biographie
Emily Young est issue d'un milieu d'artistes et d'écrivains. Sa grand-mère était élève d'Auguste Rodin.
Elle a passé sa jeunesse dans le Wiltshire, puis en Italie avant d'étudier à l'École d'Art de Chelsea.

## Œuvres

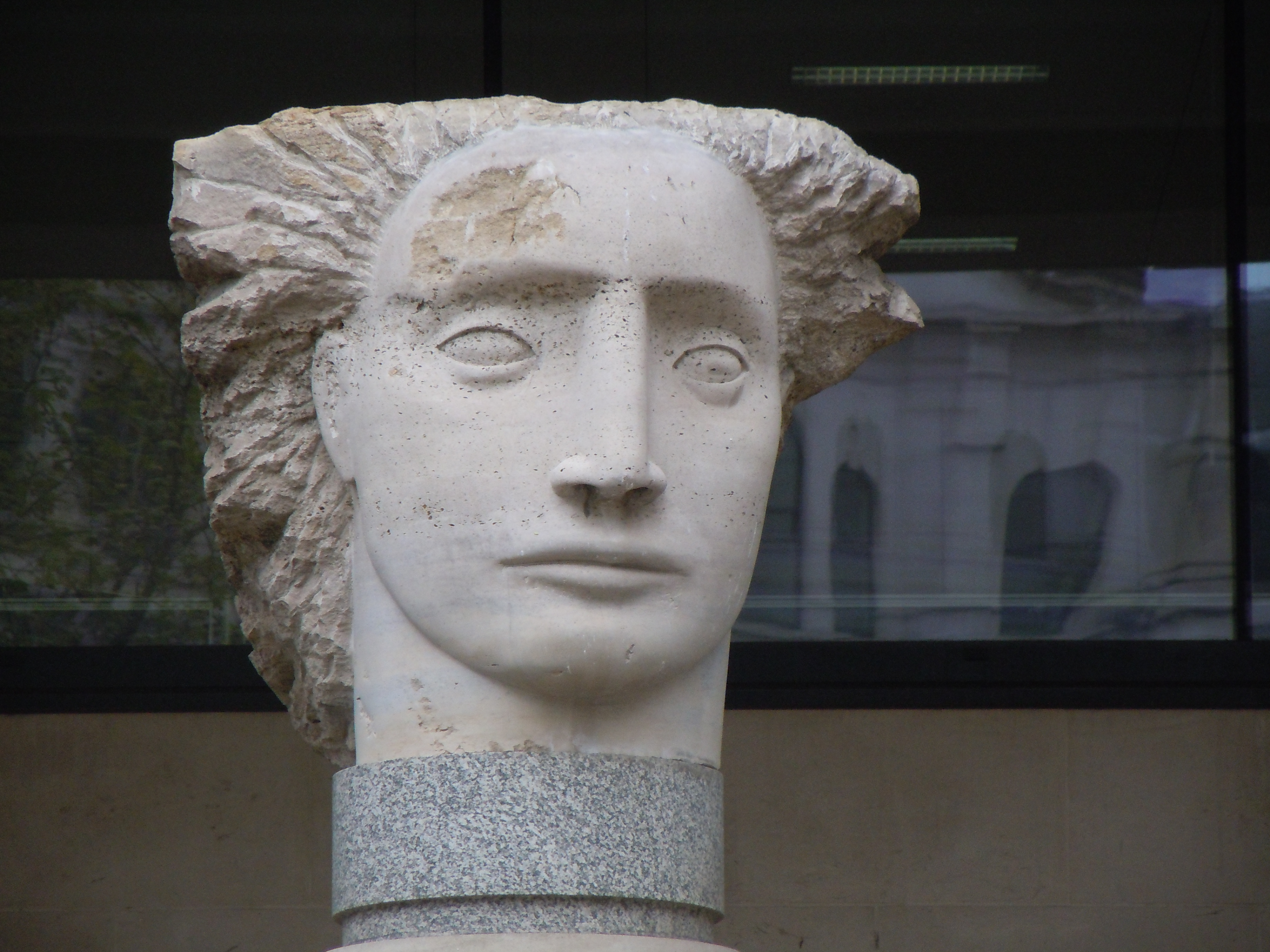
Sculpture d'Emily Young à Paternoster Square

Emily Young a réalisé de nombreuses œuvres pour des établissements publics ou financiers.
- Imperial War Museum, Londres
- Paternoster Square, parvis de la Cathédrale Saint-Paul de Londres
- Cathédrale de Salisbury
- La Défense, Paris
- Artemis, Londres
- Siège de Anglo American, à Londres
- Siège de Standard Life, Édimbourg